# Кшиштоф Конецпольський
Кшиштоф Конецпольський (пол. Krzysztof Koniecpolski; бл. 1600—1659/1660) — польський шляхтич, військовий та державний діяч Корони Польської — Речі Посполитої. Молодший брат магната, коронного гетьмана Станіслава Конецпольського.

## Життєпис
22 червня 1617 року записався до «альбому студентів» університету в Болоньї разом з братами Яном і Ремігіяном. 1624 р. брат Станіслав поступився йому урядом стрийського старости. У 1624—1632 рр. перебував при дворі короля Сигізмунда III Вази, але не виконував важливих доручень. У 1633—1641 рр. був великим коронним хорунжим (його наступник — Александер Конецпольський). 1641 р. став белзьким воєводою. 1645 р. при дворі поширилися чутки про можливе одруження із Зофією Опаліньскою — сестрою Криштофа та Лукаша (пізніше вона стала дружиною брата — гетьмана Станіслава). Часто був королівським резидентом (1643, 1647, 1652 роки), дуже рідко брав участь у засіданнях сенату, не був активним на сеймах. Один раз їздив до Франції у складі посольства. Під час війни з українцями перебував в Україні, але не брав активної участі у воєнних кампаніях. Не відомо, що робив під час «Потопу».
Коронний Трибунал Речі Посполитої 1660 року покарав дідича Дунаївців — Міхала Єжи Станіславського — інфамією; маєтності, у тому числі «ключ» Дунаївці, конфісковані в нього раніше, король передав його швагру — белзькому воєводі Кшиштофу Конецпольскому (після його смерті отримала сестра М. Є. Станіславского  Констанція).

### Сім'я
Уперше одружився з княгинею[джерело?] Софією Ізабелою Порицькою, дочкою останнього представника роду князя Олександра Олександровича Порицького. Її віном був Вишгородок. Дочка — Анеля Феброня — 1657 року вийшла заміж за луцького старосту Яна Вєльопольского.
1656 року одружився вдруге, дружина — галицька каштелянка, донька Адама — Констанція Станіславска. Діти: Ян Олександр, Олександра, Зофія, Елеонора, Анна.